# Håvard Nybø
Håvard Nybø (11 d'abril de 1983) va ser un ciclista noruec, professional des del 2005 al 2009.

## Palmarès
- 2004
  -  Campió de Noruega en ruta sub-23
- 2006
  - Vencedor d'una etapa al Gran Premi Ringerike
  - Vencedor d'una etapa a la Volta a la província de Lieja
- 2009
  - 1r al Rogaland Grand Prix